# 이은 (1952년)
이은(李垠, 1952년 9월 8일 ~, 전라남도 순천)은 대한민국의 전 공공기관단체인이다.

## 학력
- 순천남국민학교
- 순천중학교
- 순천고등학교
- 한국해양대학교 항해학 학사
- 한국해양대학교 해사산업대학원 석사
- 세계해사대학교 대학원 해사행정학 석사
- 한국해양대학교 대학원 공학박사

## 경력
- 1974년 1월 ~ 1978년 4월 : 해운회사 근무 (1급 항해사)
- 1979년: 해운항만청 선박기좌(사무관)
- 1988년 10월 ~ 1988년 12월 : 해운항만청 부산지방해운항만청 해무과장 (선박기정[서기관])
- 1988년 12월 ~ 1992년 1월 : 해운항만청 (국제해사기구[IMO] 주재관 파견)
- 1992년 1월 ~ 1994년 5월 : 해운항만청 선박과장
- 1994년 5월 ~ 1995년 9월 : 해운항만청 국제해사과장
- 1995년 9월 ~ 1996년 8월 : 해운항만청 선박국 검사과장
- 1996년 8월 ~ 1996년 12월 : 해양수산부 해운선박국 선박검사과장
- 1996년 12월 ~ 1997년 9월 : 해양수산부 해운선박국 선박검사과장(부이사관)
- 1997년 9월 ~ 1998년 3월 : 해양수산부 해양정책실 안전심의관(국장급)
- 1998년 3월 ~ 1999년 1월 : 해양수산부 안전관리관
- 1999년 1월 ~ 2000년 1월 : 중앙공무원교육원 파견
- 2000년 1월 ~ 2001년 9월 : 해양수산부 여수지방해양수산청장
- 2001년 9월 ~ 2003년 3월 : 해양수산부 안전관리관
- 2003년 3월 ~ 2006년 3월 : 해양수산부 중앙해양안전심판원장(실장급/관리관)
- 2006년 8월 ~ 2008년 2월 : 해양수산부 차관
- 2009년 3월 ~ 2017년 5월 : 순천대학교 정보통신공학부 석좌교수
- 한국해양대학교 초빙교수
- 한국선급 전문위원
- 2015년 9월 ~ 2017년 5월 : 전라남도 해양항만활력추진단장
- 2016년 2월 ~ 2017년 1월 : 한국해양과학기술진흥원 비상근 정책자문위원
- 2017년 5월 ~ 2020년 4월 : 제9대 전남학숙 원장

| 전임 강무현(해양수산부 차관) | 제9대 해양수산부 차관 2006년 8월 9일 ~2008년 2월 28일 | 후임 권도엽(국토해양부 제1차관), 이재균(국토해양부 제2차관) 박덕배(농림수산식품부 제1차관), 정학수(농림수산식품부 제2차관) |